# La Sarraz
La Sarraz ist eine politische Gemeinde im Distrikt Morges des Kantons Waadt in der Schweiz.

## Geographie
La Sarraz liegt auf 490 m ü. M., 17 km nördlich der Bezirkshauptstadt Morges (Luftlinie). Das historische Städtchen erhebt sich auf einem Geländevorsprung westlich des Mormont, am nördlichen Talrand der Venoge, auf der kontinentalen Wasserscheide zwischen den Einzugsgebieten von Rhone und Rhein, im Waadtländer Mittelland.
Die Fläche des 7,8 km² grossen Gemeindegebiets umfasst einen Abschnitt des Waadtländer Mittellandes. Der zentrale Teil des Gebietes wird von Westen nach Osten von der Venoge durchflossen, die bei La Sarraz aus dem engen Tal im Jurafussplateau in eine bis 1 km breite Talebene hinaustritt. Südlich dieses Tals reicht der Gemeindeboden auf das angrenzende Hochplateau von Dizy (auf dem Hügel La Crête 601 m ü. M.), wobei der Flusslauf des Veyron die westliche Begrenzung bildet. Nördlich der Talniederung der Venoge erstreckt sich das Gebiet von La Sarraz auf die Höhe des Mormont (bis 605 m ü. M.), einen Felsriegel, der die Orbeebene im Norden (im Einzugsgebiet des Rheins) von der Venoge im Süden (im Einzugsgebiet der Rhone) abtrennt. Der Berg Mormont mit seiner näheren Umgebung ist, mit Ausnahme eines Steinbruchsgeländes, wegen seiner artenreichen Vegetation als Landschaftsschutzgebiet im Bundesinventar der Landschaften und Naturdenkmäler von nationaler Bedeutung aufgeführt.
In einem schmalen Streifen erstreckt sich der Gemeindeboden von La Sarraz nach Nordwesten über einen bewaldeten Teil des Kalkplateaus am Jurafuss (Châtillon, 623 m ü. M.), in das schluchtartig das Tal des Nozon und sein kleines Seitental Vallée d'Engens eingetieft sind. Diese Gegend ist unter der Bezeichnung Pied sud du Jura proche de La Sarraz mit einer sehr grossen Artenvielfalt ebenfalls im Bundesinventar der Landschaften und Naturdenkmäler von nationaler Bedeutung verzeichnet. Der höchste Punkt von La Sarraz liegt auf 630 m ü. M. im Waldgebiet am unteren Jurahang.
Von der Gemeindefläche entfielen 1997 11 Prozent auf Siedlungsflächen, etwa 39 Prozent auf Wald und Gehölz und etwa 49 Prozent auf Landwirtschaftsland. Zu La Sarraz gehören die Hofsiedlung Bois de Fey (555 m ü. M.) auf dem Plateau nördlich von Dizy über dem Tal des Veyron sowie einige Einzelhöfe. Die Nachbargemeinden von La Sarraz sind Pompaples, Orny, Eclépens, Lussery-Villars, Dizy, Chevilly, Ferreyres, Romainmôtier-Envy, Croy und Arnex-sur-Orbe.

## Bevölkerung
Mit 2598 Einwohnern (Stand: 31. Dezember 2023) gehört La Sarraz zu den mittelgrossen Gemeinden des Kantons Waadt. Von den Bewohnern sind 84,6 % französischsprachig, 4,6 % deutschsprachig, 4,1 % albanischsprachig und 3,7 % portugiesischsprachig (Stand: 2000). Die Bevölkerungszahl von La Sarraz belief sich 1900 auf 930 Einwohner. Nach einem kontinuierlichen leichten Ansteigen der Einwohnerzahl wurde besonders seit 1980 (1210 Einwohner) eine verstärkte Bevölkerungszunahme beobachtet.

## Wirtschaft
La Sarraz war bis zu Beginn des 20. Jahrhunderts ein vorwiegend durch die Agrarwirtschaft geprägtes Städtchen. Heute haben der Ackerbau und der Obstbau nur noch eine untergeordnete Bedeutung in der Erwerbsstruktur der Bevölkerung. Am Südhang des Mormont gibt es ein kleines Weinbaugebiet. Daneben spielt auch die Forstwirtschaft eine gewisse Rolle.
Das Städtchen La Sarraz ist seit dem 19. Jahrhundert ein regionales Zentrum für Handel,  Handwerk und Kleinindustrie. Der wirtschaftliche Aufschwung setzte mit der Eröffnung der Eisenbahn Cossonay-Vallorbe ein. Wichtige Betriebe waren zu dieser Zeit eine Gerberei (1781 gegründet), eine Deckenfabrik und die 1858 gegründeten mechanischen Werkstätten Freydon. Alle diese Firmen wurden während der Wirtschaftskrise im Lauf der 1970er Jahre stillgelegt.
Heute befinden sich in La Sarraz neben zahlreichen Kleinunternehmen die Pneumatex SA und die Holcim Granulats et Bétons SA (LafargeHolcim), die einen Steinbruch unterhält, sowie Betriebe der Holzverarbeitung, des Baugewerbes und der Herstellung von Baumaschinen.
La Sarraz verfügt auch über verschiedene kulturelle Einrichtungen (ein Heimatmuseum und ein Theater), Sportanlagen, ein Schwimmbad und einen Campingplatz.

## Verkehr
Die Gemeinde ist verkehrstechnisch gut erschlossen. Sie liegt an der Hauptstrasse 9 von Lausanne nach Vallorbe, eine Strasse zweigt hier nach Orbe ab. Der Autobahnanschluss La Sarraz an der 1981 eröffneten A1 (Lausanne-Yverdon) ist rund 5 km vom Ortskern entfernt.
Am 1. Juli 1870 wurde die Eisenbahnlinie Cossonay-Vallorbe mit einem Bahnhof in La Sarraz in Betrieb genommen. Der Vorsprung, auf dem das Städtchen liegt, wird mit einem kurzen Tunnel unterquert. Für die Feinverteilung im öffentlichen Verkehr sorgen eine Buslinie via Pompaples zum Spital Saint-Loup sowie ein Kurs nach L’Isle.

## Geschichte

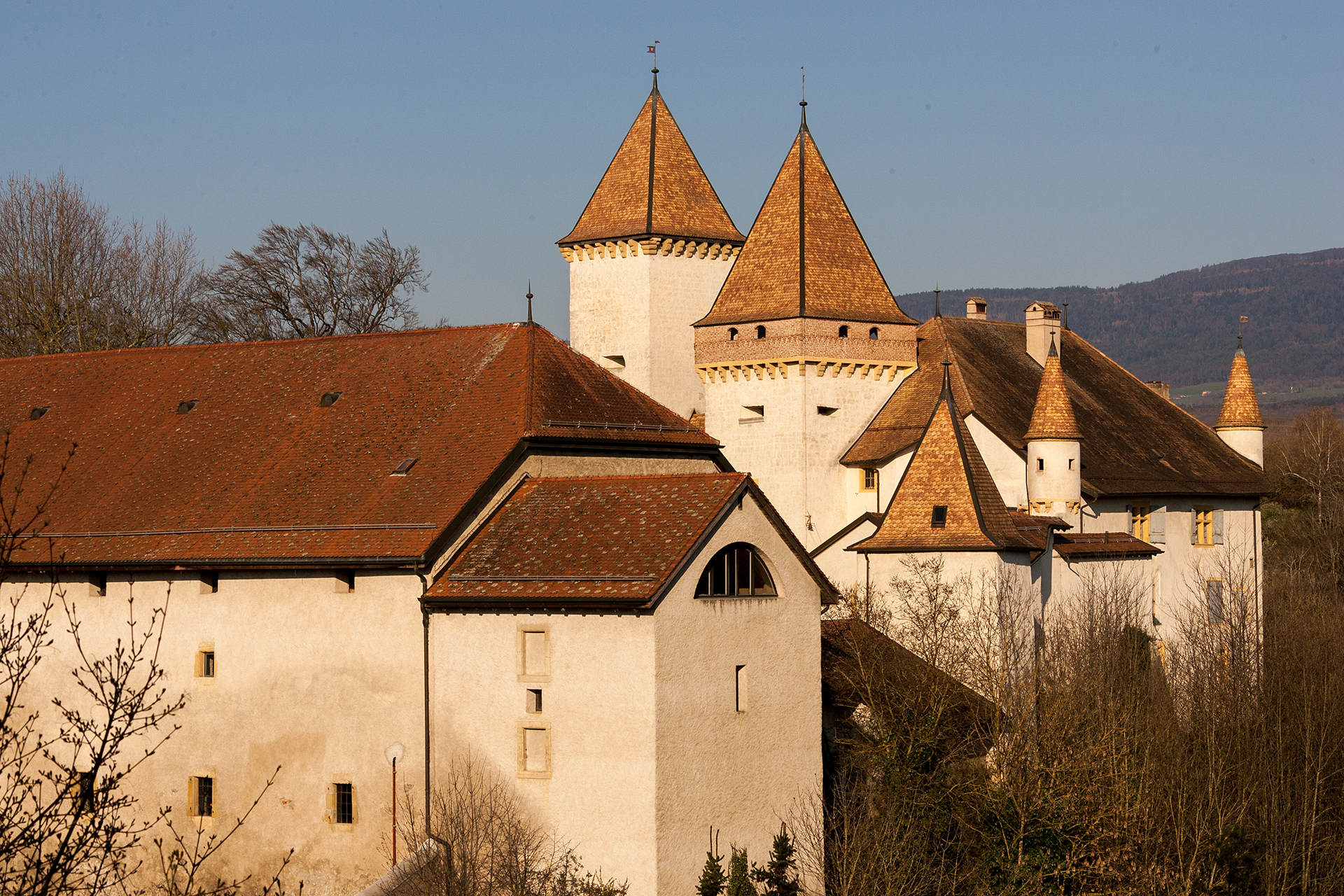
Schloss La Sarraz

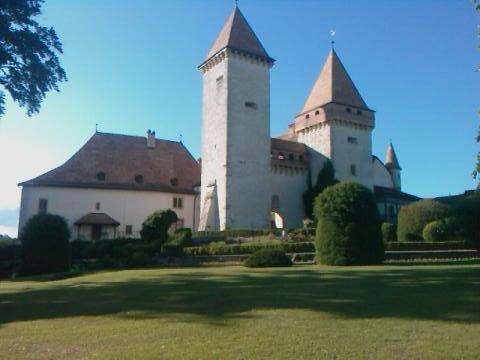
Schloss La Sarraz (Zugang)

Luftbild aus 500 m von Walter Mittelholzer (1919)

Aus der Römerzeit, als das Gemeindegebiet von der Strasse von Lausanne nach Orbe durchquert wurde, sind kaum Überreste erhalten. Die Ortsgeschichte von La Sarraz beginnt im Jahr 1049, als die Herren von Grandson ihr Machtgebiet nach Südwesten ausdehnten und auf dem Felsvorsprung westlich des Mormont an einer wichtigen Handels- und Pilgerstrasse einen befestigten Kontrollposten errichteten. Mit diesem wurde der Verkehr von Frankreich über den Pass Col de Jougne durch das Waadtländer Mittelland und über den Grossen Sankt Bernhard nach Italien kontrolliert.
Die erste urkundliche Erwähnung des Ortes erfolgte 1158 unter dem Namen Sarata. Später erschienen die Bezeichnungen Sarrata (1186), La Sarrée (1227), La Sara (1235) und cellam de Serra (1286). Lange Zeit lautete der Ortsname La Sarra, das z wurde erst in neuerer Zeit hinzugefügt. Der Ortsname leitet sich vom Partizip Perfekt serata (im Lateinischen wie auch im Patois gebraucht) in der Bedeutung von eingeschlossen und befestigt ab.
Im späten 11. Jahrhundert entwickelte sich um den Befestigungsturm eine Siedlung. Diese wurde im 12. Jahrhundert befestigt und mit einer Mauer und Toren versehen. Die Schlossherren, ein Seitenzweig der Herren von Grandson, errichteten zu dieser Zeit die Herrschaft La Sarraz, die zu den bedeutendsten des Waadtlandes gehörte. Inhaber der Herrschaft waren von 1049 bis 1269 die Familie Grandson-La Sarra, von 1269 bis 1541 die Familie Montferrand-La Sarra, von 1541 bis 1798 die Familie Gingins-La Sarra und danach bis 1948 deren Abkömmlinge.
Das Städtchen erhielt 1345 weitgehende Freiheiten und erlebte durch den Handel und das Handwerk einen wirtschaftlichen Aufschwung. Seit der zweiten Hälfte des 14. Jahrhunderts erhielt La Sarraz von den Herzögen von Savoyen das Recht, vier Jahrmärkte abzuhalten; 1597 wurde der Wochenmarkt eingeführt.
Mit der Eroberung der Waadt durch Bern im Jahr 1536 kam La Sarraz unter die Verwaltung der Vogtei Romainmôtier. Nach dem Zusammenbruch des Ancien Régimes gehörte das Städtchen von 1798 bis 1803 während der Helvetik zum Kanton Léman, der anschliessend mit der Inkraftsetzung der Mediationsverfassung im Kanton Waadt aufging. 1798 wurde es dem Bezirk Cossonay zugeteilt.

## Sehenswürdigkeiten

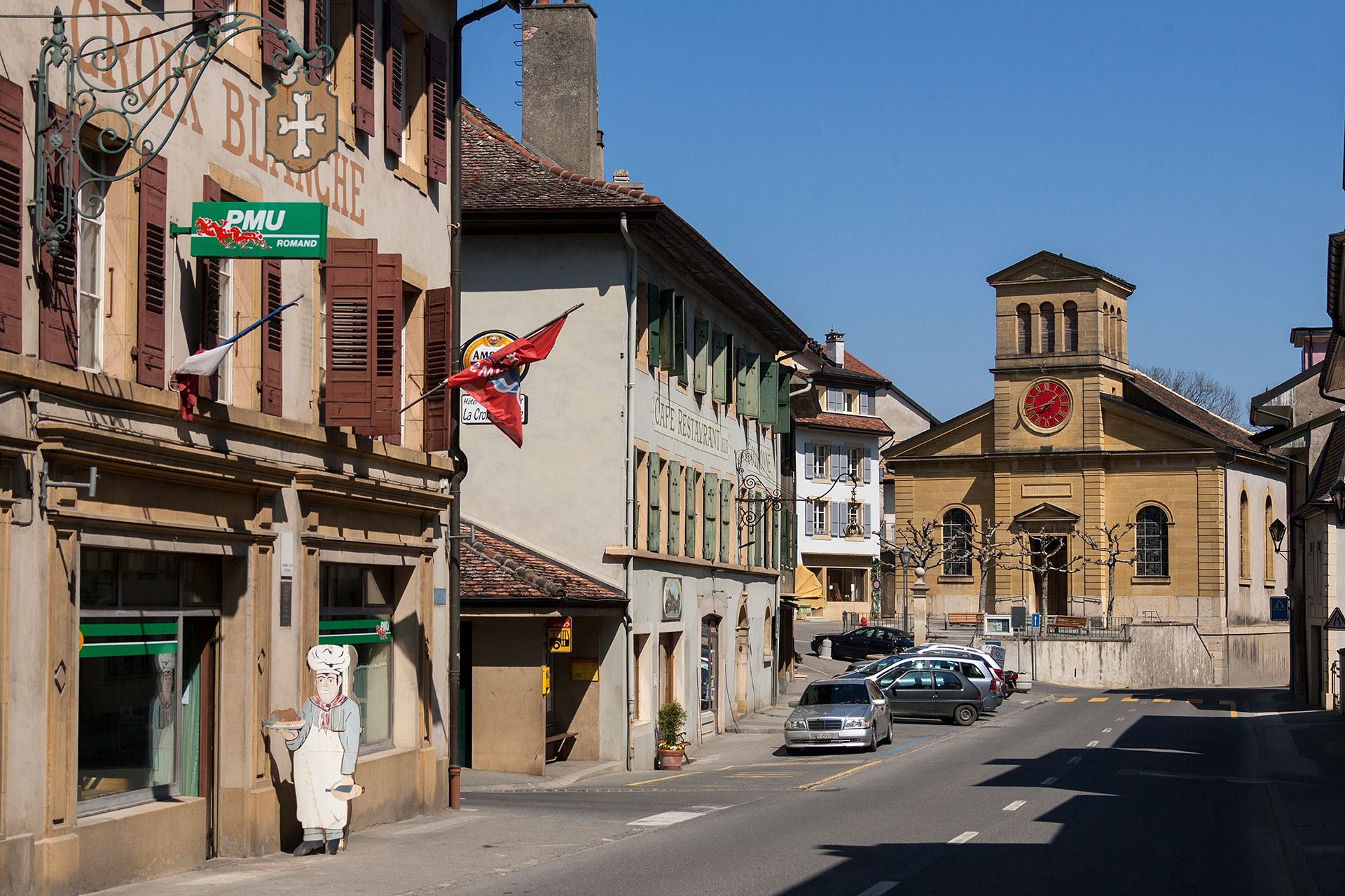
Kapelle Saint-Antoine

Das Schloss La Sarraz geht in seinem Kern auf das 11. Jahrhundert zurück, im 13. Jahrhundert wurde es weitgehend neu erbaut. Während der Burgunderkriege wurde es 1475 von den Eidgenossen teilweise zerstört und auch bei der Eroberung des Waadtlandes 1536 wieder in Mitleidenschaft gezogen. Vom mittelalterlichen Bau stehen heute noch die zwei Türme am Schlossportal, der rechte (niedrigere) Turm diente ursprünglich als Bergfried. Die übrigen Schlossgebäude entstanden durch Um- und Neubauten erst nach der Reformation. Die einstige Ummauerung wurde im 19. Jahrhundert niedergerissen, als der Schlossgarten angelegt wurde. Das Schloss beherbergt heute das Heimatmuseum (reiche Innenausstattung aus der Herrschaftszeit der Familie La Sarra) und seit 1979 in den Wirtschaftsgebäuden ein Pferdemuseum.
Von 1360 bis 1370 wurde die Kapelle Saint-Antoine (auch Chapelle Jaquemart genannt) errichtet. Sie diente einerseits als Kirche für die Stadtbürger, andererseits als Grablege für die Adelsfamilie. Sie enthält das Arkosolgrabmal des Stifters François I. de La Sarra (1363 gestorben), das zu den schönsten Adelsgrabmälern der Schweiz zählt. An diese Kapelle wurde im 19. Jahrhundert die klassizistische Stadtpfarrkirche angebaut.
Das historische Städtchen mit zwei parallel verlaufenden Strassen hat sein malerisches Ortsbild bewahrt. Die Gassen werden von Bürger- und Patrizierhäusern aus dem 18. und 19. Jahrhundert gesäumt.
Eine Natursehenswürdigkeit stellt der Wasserfall La Tine de Conflens in einem kleinen Felsenkessel beim Zusammenfluss von Veyron und Venoge dar.
Der Canal d’Entreroches ist ein Kulturdenkmal der Technik- und Verkehrsgeschichte in der Nähe von La Sarraz.

## Persönlichkeiten
- Alfred Chavannes (1836–1894), Landschaftsmaler der Düsseldorfer Schule
- Franz Knebel (1810–1877), Genre-, Veduten- und Landschaftsmaler
- Claire Krähenbühl (* 1942), Schriftstellerin und Künstlerin
- Paul Laufer (1871–1959), evangelischer Geistlicher und Hochschullehrer in Lausanne
- Ludwig Heinrich Ferdinand Olivier (1759–1815), Pädagoge